# Andrés del Peral (obra de Goya)
El retrato de Andrés del Peral es una pintura al óleo del pintor español Francisco de Goya. El retrato del artista Andrés del Peral se encuentra en la colección de la National Gallery de Londres.

## Contexto
Andrés del Peral trabajó en las residencias reales (los 'Reales Sitios') entre 1774-1778 como pintor y orfebre. Decoraba coches de caballos, que era un oficio bien pagado en ese momento. Tenía una importante colección de arte, que vendió al rey Carlos IV en 1808. Muchas obras de arte de su colección se encuentran en el Museo del Prado.
 Era amigo de Goya y tenía varios de sus cuadros en su colección. En el momento de la creación de este retrato, Goya estaba trabajando en los frescos de la iglesia de San Antonio de la Florida en Madrid. Luchaba con las secuelas de una grave enfermedad que sufrió en 1792 (especialmente la sordera) y poco a poco volvió a pintar retratos por encargo. Goya exhibió el retrato de Del Peral en 1798 en la Real Academia de San Fernando, y el 17 de agosto del mismo año el Diario de Madrid publicó una opinión muy halagadora sobre la obra.

## Descripción
Goya presenta a del Peral de medio cuerpo, sentado sobre un fondo oscuro y neutro. En el lado izquierdo se ve la línea vertical del respaldo de la silla de mimbre en la que está sentado. La expresión facial es grave, la boca ligeramente torcida hacia un lado puede ser una secuela de un ictus previo. Viste una levita gris plateada, chaleco blanco decorado con flores azules bordadas y corbata blanca anudada al cuello. Algunos elementos del retrato, como las manos difíciles de pintar, influían mucho en el precio del cuadro. Por eso, en numerosos retratos de Goya las manos del modelo se esconden detrás de la espalda, o como en el caso de Del Peral, una debajo del chaleco y la otra apoyada en la cadera.

## Técnica
La pintura se realizó sobre una tabla de chopo, por lo que la textura de la obra se mantiene lisa, a pesar de las rápidas pinceladas que utiliza Goya. La economía de recursos y la falta de acabado del atuendo trazado con pinceladas rápidas y amplias, impresionistas, contrasta con la forma en que Goya muestra el rostro del modelo. Aquí utiliza pinceladas finas y precisas y presta especial atención a la luz. Los tonos rosados, castaños claros y rojos aportan calidez al rostro.

## Procedencia
La pintura perteneció al retratado. La nieta de Del Peral le vendió el cuadro al marqués de la Vega-Inclán probablemente a finales del siglo XIX. Luego encontró su camino hacia la colección del pintor Gaston Linden en París. En 1902 fue comprado por el coleccionista de arte Sir George Donaldson, quien primero depositó y luego donó el cuadro a la National Gallery de Londres.